# 加納久武
加納 久武（かのう ひさたけ）は、江戸時代中期の人物。伊勢国八田藩主・加納久通の長男。正室は本多助芳の娘。通称は求馬。

## 生涯
宝永2年（1705年）、当時は紀州藩士であった加納久通の長男として誕生した。
久通は藩主徳川吉宗の江戸幕府第8代将軍就任につき従って旗本に転じ、享保11年（1726年）には大名・八田藩主となる。同年、久武は久通の嫡男として吉宗に初御目見する。
ところが元文4年（1739年）に久武は廃嫡された。代わって一族の加納政信の子である久堅が久通の養子に迎えられた。
寛延4年（1751年）、死去。享年47。